# 北杜市立甲陵中学校・高等学校
北杜市立甲陵中学校・高等学校（ほくとしりつこうりょうちゅうがっこう・こうとうがっこう）とは、山梨県北杜市に所在し、中高一貫教育を提供する公立中学校・高等学校。
平成24年度よりSSH（スーパーサイエンスハイスクール）に指定されている。

## 概要
校名は甲斐源氏の興隆した逸見の丘陵に立つ学校であることを意味し、源清光がこの地を治め、その末裔である武田氏が中原に鹿を追ったように、天下に冠たる学校にするよう師弟一体となって努力しようとの願いが込められている。

## 沿革
- 1957年 - 山梨学院短期大学附属高等学校長坂分校として開校[1]。
- 1968年[要出典] - 長坂町外三町村学校組合立長坂高等学校として公立に移管。
- 1972年 - 長坂町外三町村学校組合立甲陵高等学校に改称。
- 1985年 - 普通科特別進学コース設置。
- 1990年 - 第1回紫蝶祭が開催される。
- 1991年 - 普通科特別進学コースのみの募集となる。
- 2004年 - 
  - 長坂町外三町村学校組合立甲陵中学校設置。中高一貫教育を開始。
  - 北杜市・小淵沢町学校組合立甲陵中学校・高等学校と改称（設置者の長坂町・高根町・大泉村が明野村・須玉町・白州町・武川村と合併したことに伴う）。
- 2006年 - 北杜市立甲陵中学校・高等学校と改称（設置者の北杜市・小淵沢町が合併したことに伴う）。

## 中学校
2004年に甲陵高等学校に併設され、山梨県下初の公立中高一貫校になった。校舎は高等学校と同じ敷地内にあり、2階部分の渡り廊下、3階部分の屋外通路でつながっている。
公立中学校と同等の教育課程が組まれており、併設高等学校の教員による授業もある。
公立中学校ではあるが、通学者を「通学時間が概ね1時間程度以内、または、北杜市に保護者ととも居住する生徒を基本とする」と原則的に定めると共に、入学を希望する生徒には入学試験が課される。中学校に入学した生徒は併設高等学校へ進学することができる。
1学年は40人1クラスであるが、主要4教科及び技術・家庭科の授業では、2クラス、また、英語は3クラスに分けて少人数で行う。授業時間は併設高等学校と異なり、1コマ50分である。
中高合同の行事として、学園祭が行われており、入学式も合同で行っている。

### 入学試験
- 適性検査（ペーパーテスト）
- 面接
- グループディスカッション

### 学校行事
- 4月上旬 - 入学式
- 5月下旬 - 紫蝶祭（体育祭）
- 6月下旬 - 紫蝶祭（中高合同、2日間、前日祭･文化祭･後夜祭）
- 7月上旬 - 第1回学校説明会
- 9月中旬 - 修学旅行（2学年）
- 10月中旬 - 第2回学校説明会 / 国内語学研修（3学年、3泊4日、コロナ蔓延以前は1週間にわたるオーストラリア研修を行っていたが、コロナ禍には東京都方面、コロナ禍明けの2024年度以降は福島県で行っている。）
- 11月下旬 - 文化発表会
- 12月下旬 - 中学入学試験
- 1月上旬 - 来年度入学者発表
- 3月上旬 - 学習発表会
- 3月中旬 - 卒業式

### 部活動

#### 運動部
- 卓球部
- テニス部
- 男子バスケットボール部
- 女子バスケットボール部
- 弓道部

#### 文化部
- 箏曲部

山梨県下で箏曲部がある中学校は甲陵中学校のみである
- 美術部

## 高等学校
1学年4クラス、1クラスは30人である（留学する生徒や帰国生徒特別措置などにより多少前後する）。

### 入学試験
公立高校ではあるが、独自の入学試験を行なっている 。
日程は県立高校入試と同日であり、前期で定員の60％、後期で残り40％を選抜する。なお、後期試験は前期試験を受験していることが出願条件である。
- 前期試験

筆記試験（国語・英語・数学）、面接試験
- 後期試験

適性検査、面接試験

### 学校行事
- 新入生宿泊研修会（4月、1学年）

新入生が入学直後、1泊2日で高校での学習方法を実践的に学ぶ。例年清里周辺の宿泊施設で行われる。
- 学園祭（6月）

「紫蝶祭（しちょうさい）」と呼ばれ、中高合同で行われる。例年一般公開日がある。
- キャリアトーク（9月）
- SSH科学研修旅行Ⅰ（11月、1学年）

SSH活動の一環として行われ、JAXA筑波宇宙センターや産業技術総合研究所などを見学する。
- 修学旅行（11月、2学年）

生徒それぞれがコースを選択して行く先を決定できる。コースはアメリカ、中国、韓国、タイ、台湾、北海道、沖縄、関西、広島、九州、シンガポール・マレーシア・グアムなどから生徒の希望で2コース程度に絞られる。
- スキー教室（2月、1学年）

日帰りでスキーの実習研修を行う。かつては1泊2日で行われていた。
- SSH科学研修旅行Ⅱ（3月、2学年）

「インド研修」とも呼ばれ、希望者を対象にインドに赴き現地の研究施設見学や大学での交流が行われる。
- 生徒会の日（12月・3月）

生徒会主催のもので、生徒の発案・企画で行う。例年球技会や音楽祭が行われる。このうち音楽祭は校内のコンサートホール（後述）で行われ、団体、個人を問わず自由に参加できる。
- 予備校講師による講習会（主に4月下旬）

特に提携する代々木ゼミナールを中心とした外部講師による講義を行っている。近年では、富田一彦、西谷昇二、佐々木和彦、土屋博映、青木邦容、堀川晋、望月光などの有名講師が同校で講義を行っている。

#### かつて行われていた行事[注釈 2]
- 強行遠足（10月）

中高合同。女子は高校から甲斐大泉駅、甲斐小泉駅を回って高校に戻り、男子は天女山入口から八ヶ岳横断道を通り、長坂町小泉を下って高校に戻るコース。ゴール地点での昼食は長年「どん兵衛　赤いきつね」であったが、近年はPTAが作る豚汁であった。
- 大学見学ツアー（7月〜9月、1学年(年度によって2学年)）

東京大学、東京工業大学、一橋大学、東京外国語大学、東京学芸大学など、都内の大学の見学を行なう。生徒各自がそれぞれ交通手段を調べて現地に集合、移動し、各大学に在籍する甲陵高卒業生の話を聞いたり、研究室を見学する。
- 宿泊学習会（長期休業期間中）

長期休業中、希望者を対象に行われる。

### 部活動

#### 運動部
- フェンシング部
- 弓道部
- 男子ハンドボール部
- 女子ハンドボール部
- 陸上部
- テニス部
- 卓球部
- 野球部
- 男子バスケットボール部

#### 文化部
- 吹奏楽部
- 合唱部
- 美術部
- 写真部
- 書道部
- 演劇部
- 茶道部
- 将棋部
- ディベート部
- 箏曲部
- 文芸部
- ユネスコ部
- 科学部

#### 同好会
- 女子バスケットボール同好会
- コンピュータ同好会
- サッカー同好会
- かるた同好会
- バドミントン同好会
- 軽音楽同好会
- 数学研究会

### 教育システム
甲陵高等学校では、特色のある様々な教育システムが実践されている。
- 単位制・講座選択制

主に国語・数学・英語の3教科において、その科目の教師から自分の希望する教師の授業を選んで学ぶことができる。学年が上がるに従って、レベル別のクラス編成が教科ごとになされる。
- 90分授業

90分を1コマとし、毎日（月曜-金曜）4コマの授業が行われている。これは、まとまった内容を一度に行うため十分な授業時間を確保し、学習効率をあげると共に、1科目ずつじっくり時間をかけて学ぶためである。なお、授業においてはA4ノートの使用が義務付けられる。これは1ページに収まる情報を増やすことで余白不足をなくすと共に、B5で配られることが多いプリント類の添付を容易にして整理しやすくするためである。
- 校内模試（週末テスト、Weekly Test）

一般校のように中間・期末考査はなく、毎週末に2教科、または1教科ずつテストが行われている。これにより、試験範囲を狭い単元に明確化して集中した受験が可能になると共に、学習内容の定着と弱点の早期発見が図れる。調査書記載の評定もこれにより決定される。なお、3年の夏休み以降は校内模試がなくなり外部模試へと切り替わる。
- サテラインゼミ

代々木ゼミナールとの提携により、衛星放送によるサテラインの授業を受講できるシステムが整っている。公立高校へのサテライン導入は全国初のことだった。
- SSH

平成24年度よりSSH（スーパーサイエンスハイスクール）に指定されている。令和4年度に再指定され、現在3期目。

### 施設
甲陵高等学校には、公立学校としては珍しい施設や特徴的な施設がある。
- コンサートホール

「ミューズホール」の名称で呼ばれる中規模コンサートホールを備え、650席ある客席は北杜市内最大級である。入学式、卒業式などの式典、説明会や集会、授業の他、学園祭、音楽祭、部活動や講演会、またプロのコンサートもここで行われる。
- 学生寮

男子寮の「立志舘」では、通学が困難な遠隔地からの男子生徒を受け入れている。また、名称はないが女子寮もあり、若干名の女生徒がここから通っている。
- 体育館

中学校と共有の体育館は、県内公立校で最大規模の大きさである。
- 柱

校舎の前にはギリシア神殿風の柱が並んでおり、洋館風の外観になっている。これは古代ギリシアのプラトンが創設し、古代世界最大の名声を誇った学校「アカデメイア」に由来する。
- 銅像群

敷地内には10体を超える銅像があり、噴水になっているもの、金色のものなど、目を引くものが多い。その多くは元校長の林邉智氏が制作したものである。校舎正面にある銅像の台座には、「アカデメイア」の文字がギリシア文字で刻まれている。
- パラボラアンテナ

校舎正面に、代々木ゼミナールサテライン放送受信用の、高さ3メートルを超えるパラボラアンテナがある。

## 交通
- JR東日本中央本線長坂駅から徒歩13分（1.2 km）
- 中央自動車道長坂ICから車で3分（2.0 km）

## 姉妹校
- 福島県立白河旭高等学校
- イースタンケンタッキー大学附属モデルラボラトリー高校

## 卒業生
- 保坂猛 - 建築家
- ファンウェルメスケルケン際 - サッカー選手
- 村木風海 - タレント・発明家
- 貫徹 - 漫画原作者